# 김완선
김완선(金完宣, 1969년 5월 16일 ~ )은 대한민국의 가수, 방송인이다. 고등학생이던 1986년 1집 《오늘밤》으로 데뷔해 큰 반향을 불러 일으켰으며 1990년에 발매한 정규 5집 《삐에로는 우릴 보고 웃지》로 최고의 전성기를 구가했다. 1980년대 중반부터 1990년대 중반에 걸쳐 대한민국에서 큰 인기를 누렸으며, 1992년 6집 《애수》를 끝으로 은퇴를 선언한 후 대만, 홍콩에서 큰 인기를 끌며 한류열풍의 원조가 되었다. 1996년 10월 7집 Innocence를 발매하며 컴백했고, 복귀와 공백이 반복됐던 2000년대를 보낸 후 2011년 4월 EP Super Love를 발매하며 가요계로 돌아왔다.
해외로부터도 러브콜을 받아 1988년 2월에는 일본 측 프로덕션의 초청으로 한 달간 극장 공연을 펼쳤으며, CBS/Sony사를 통해 싱글을 발매하며 트로트 계열이 아닌 아이돌 댄스팝 장르의 한국 가수로서는 최초로 일본 시장의 문을 두드렸다. 1994년부터는 대만에서 활동을 시작해 두 번째 중국어 앨범을 크게 히트시키며 50만 장이 넘는 판매고를 올렸고, 대한민국의 이미지 개선과 국위 선양의 공로로 현지의 한국인 유학생들로부터 감사패를 받기도 했다.
김완선은 1986년 KBS 가요대상 신인상을 시작으로 1987년부터 91년까지 5회 연속 올해의 가수상을 수상했다. 1986년 데뷔한 이후로 “한국의 마돈나”, “댄싱퀸”이라는 수식어를 만들어낸 김완선은 ‘10대 틴아이돌 스타 시대’, ‘본격적인 댄스뮤직의 시대’, ‘보는 음악의 시대’를 열었고, 한국 대중음악사에서 현대적 의미의 여성 댄스가수의 시초 격 존재로 평가되고 있다.

## 학력
- 서울잠원초등학교 (졸업)
- 세화여자중학교 (졸업)
- 세화여자고등학교 (중퇴)
- 고등학교 졸업학력 검정고시 (합격)
- 하와이 대학교 디지털아트학과 (졸업)

## 생애

### 유년 시절
김완선은 아버지 김성남 과 어머니 한수자 사이에서 1969년 5월 16일 5녀 중 셋째로 태어났다. 10대 초반의 나이에 자신의 친이모이자 인순이의 매니저였던 한백희에게 발탁되어 스파르타식 훈련을 받으며 인순이의 백댄서팀인 리듬터치의 일원으로 무대 경험을 쌓았고, 발레와 기계 체조를 비롯한 각종 춤과 함께 작곡가 신병하로부터 화성학과 오케스트라 편곡도 배우는 등 가수 데뷔를 위한 3년여의 준비 과정을 밟았다. 김완선의 부모는 딸이 가수가 되는 것을 반대했는데, 아버지는 “괘씸했다. 한창 공부해야 할 나이에 연예인을 한다니깐 마음에 안 들었다. 나중에 TV에 나와 춤추고 노래 부르는 모습을 본 이후엔 곧잘 한다는 생각은 들었다”라고 후에 밝혔다.

### 1986–1992년
만 17세가 되던 1986년 4월, 산울림의 김창훈이 전곡을 작사/작곡한 1집 《오늘밤》을 발매하며 가요계에 데뷔했다(방송 데뷔는 이보다 앞선 1986년 3월 23일로 KBS 《연예가 중계》의 신인 소개 코너를 통해 처음 등장했다). 타이틀곡 〈오늘밤〉과 함께 발라드곡 〈지난 이야기〉도 인기를 얻었고, 대한민국 대중 음악계에 아이돌 가수의 개념을 확립하며 댄스 음악의 유행을 선도하기 시작했다. 1집 활동 당시 브레이크 댄스, 허슬, 로보트 춤 등 여러 장르의 춤을 선보였으며 “노래와 춤의 균형있는 예술세계를 개척하고 싶고, 기회가 된다면 국제무대에도 진출하고 싶다”며 포부를 밝혔다. 또한 빼어난 외모로 각종 여성 잡지의 표지 모델을 장식했고, 제1회 골든디스크상, 1986 KBS 가요대상을 비롯한 여러 시상식에서 신인상을 수상했다.
1987년 5월에 발매한 2집 《나홀로 뜰앞에서》를 통해 〈나홀로 뜰앞에서〉, 신중현 작사/작곡의 〈리듬 속의 그 춤을〉 등의 히트곡을 만들어냈다.
뒤이어 1988년 8월, 3집 《나홀로 춤을 추긴 너무 외로워》를 발매했다. 3집은 이장희의 작품으로 이전 음반에 비해서는 부족한 성적을 보였다. 그 당시 김완선은 모두 매니저인 이모가 원하는대로 해야했다며 “3집 때부터 이모의 아바타가 되어가고 있다는 생각에 정체성을 고민하기 시작했다”고 후에 밝혔다.
1989년 6월, 김완선은 네 번째 정규 음반 《기분 좋은 날》을 발매했다. 당시는 댄스가수들을 평가절하하는 경향이 강했던 시절이었기에 이를 극복하기 위해 4집 활동에서는 베이시스트 윤상과 기타리스트 손무현 등으로 구성된 백밴드 실루엣과 함께 단독 콘서트도 감행하는 등 음악적인 역량을 키우고자 노력했다.
1990년 7월에 발매한 5집은 첫 활동곡 〈나만의 것〉이 MBC 《여러분의 인기가요》와 KBS 《가요 TOP 10》에서 처음으로 가요순위 프로그램 1위에 오른 것을 시작으로 연이어 〈삐에로는 우릴 보고 웃지〉와 〈가장 무도회〉도 정상에 오르며 김완선에게 대한민국 여자 솔로 가수 최초의 단일 앨범 판매 100만장 돌파라는 명예와 함께 최고 전성기를 안겨다 주었다.
1992년 4월, 정규 6집 《애수》를 발매했다. 6집은 이전과는 달리 발라드 색채가 강한 앨범으로 타이틀곡 〈애수〉는 손무현이 작곡하고 김완선 자신이 직접 작사를 맡으며 음악적 변신을 꾀하며 가요프로 1위 후보에까지 오르는등 큰 인기를 얻었으며. 74만장이라는 판매고를 올리며 92년 골든디스크상 본상 수상을 했지만, 전작만큼의 성공은 거두지 못했다. 그해 11월, 여전히 최고 인기 여성 가수 자리를 누리고 있었음에도 불구하고 갑작스러운 은퇴를 발표해 충격을 주었다. 이후 이 때의 은퇴 선언에는 이모가 김완선의 부모에게 진 빚이 있었고 이를 갚는다는 조건에 동의해 중화권 시장 진출 제의를 받아들였던 속사정이 있었음을 고백했다.

### 1993–2001년
1993년 봄에 홍콩으로 출국해 중국어와 영어 공부에 매진했다. 가을에는 홍콩 폴리그램(PolyGram - 1999년 현 유니버설 뮤직에 합병)사와의 음반 발매 계약 소식이 전해졌으며, 영화배우 겸 가수 탄융린의 영어 앨범에 참여해 듀엣곡을 부르고 뮤직비디오에도 출연했다. 이 앨범 홍보를 위해 탄융린과 함께 내한해 1년만에 방송에 모습을 보이기도 했다. 당시 홍콩 매그넘 영화사와의 영화 출연 계약도 보도되었으나 이는 무산되었는데, 이 과정에서 친분이 생긴 영화감독 왕자웨이(왕가위)에게 잠시 호감을 느끼기도 했으나 유부남임을 알고 단념했다고 후에 밝히기도 했다.
1994년 중국 대만으로 거점을 옮겨 진위엔쉬안(金元萱;김원훤)이란 이름으로 가수 활동을 시작해 3장의 만다린어 앨범을 발매하며 활발한 활동을 펼쳤다. 특히 1995년에 발표한 두 번째 앨범이 50만장 이상의 판매량을 기록하여,상당한 성공을 거두어 단교로 인해 대만에 퍼져있던 대한민국에 대한 반한 감정을 누그러뜨리는 데에도 작지 않은 역할을 했다고 전해진다. 1998년 클론이 대만에 처음 진출할 당시 홍보 문구 중의 하나가 “金元萱의 나라에서 온 남성듀오”였다는 이야기도 있을 만큼 그녀는 한류(韩流始祖)원조 로서 중화권에서도 큰 사랑을 받았다.
1996년 10월, 7집 Innocence를 발매하며 한국으로 컴백했다. 윤일상 작곡의 〈탤런트〉가 KBS 《가요 TOP 10》 5위권에 오르며 성공적으로 복귀를 알렸으나 노래의 도입부 부분이 유럽쪽 댄스곡과 표절 시비에 올라 예정보다 빨리 〈운명의 장난〉으로 활동곡을 교체해야 했다. 또한 앨범의 기획을 맡았던 GM기획의 김광수 대표와 MBC 예능국과의 당시 불편한 관계로 인해 MBC 출연에 제재를 받는 등 악재가 겹치면서 컴백 활동은 절반의 성공에 그쳤으며 1997년 SBS 드라마 행복은 우리 가슴에를 통해 정극 드라마에 진출할 예정이었으나 무산됐다.
1998년 4월 한백희의 자녀 두 명이 멤버로 참여한 혼성 5인조 댄스그룹 오룡비무방의 1집 앨범을 통해 제작자로서도 신고식을 치렀으나 그해를 끝으로 13년여를 동고동락한 매니저인 이모 한백희와 결별, 독립하였다. 이로써 애시드재즈풍으로 계획됐던 한국 8집 앨범을 비롯해 대만 복귀, 중국 진출, 일본 재진출 등 여러 계획들이 무산됐고 김완선은 공백기에 들어갔다.

### 2002–2010년
4년후 2002년 7월, 8집 S & Remake를 발매해 당시 생소했던 트랜스/일렉트로니카 장르를 도입한 세련된 사운드와 극적인 무대 연출로 호평을 받으며 공백을 만회했고 이후 순조로운 활동이 기대되었다. 그러나 소속사와의 의견 조율에 어려움을 겪었고 이는 2003년 여름의 화보 사건 파문으로 이어져 커리어 최대의 위기를 겪기도 했다.
2005년 10월 말에 그녀의 자전적인 이야기를 시인 원태연이 가사로 옮긴 〈Seventeen〉을 수록한 9집 rEturN을 내놓았다. 앨범의 공동 프로듀서로서도 이름을 올리며 복귀 의지를 보여주었으나 2006년 1월 이모의 별세 소식이 전해졌고 얼마 안 있어 활동을 중단, 그해 11월에 하와이로 건너갔다. 어학연수를 마치고 현지 대학에서 디지털 아트와 유화 등을 공부하다가 2009년 건강상의 이유로 귀국했으며, 미술 쪽 진로에 관심을 두고 있다는 근황만이 간간이 보도되었다.

### 2011–2015년

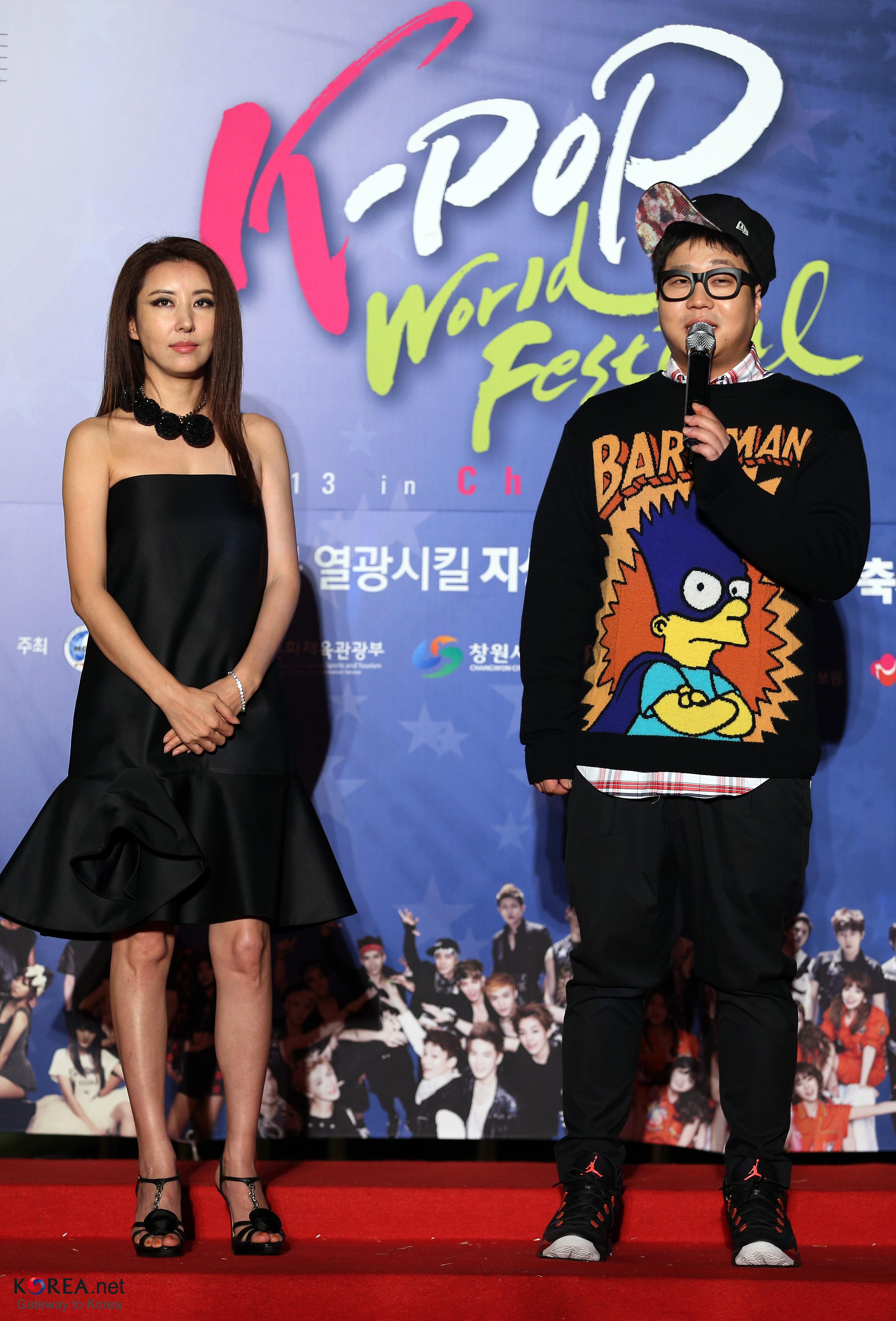
2013년 10월 제3회 K-POP 월드 페스티벌에 신사동 호랭이와 함께 심사위원으로 참석한 김완선

2011년 1월 말에 김완선이 봄에 컴백한다는 보도가 나왔고, 3월 말 로맨틱 카우치의 노래 〈Like a Virgin〉 뮤직비디오에 출연하며 모습을 드러냈다. 그리고, 2011년 4월 21일 첫 EP 앨범 Super Love를 발매하며 6년만에 가요계로 컴백했다. 앨범의 동명 타이틀곡인 〈Super Love〉는 많은 사람들이 댄스 곡으로 나올 것이라는 예상과 달리 팝 록 장르의 노래로 김완선은 “이번 앨범은 홀로서기로 처음으로 제작하는 만큼 음악적으로 한 장르에 국한되지 않고 다양한 장르에 도전하며 김완선 스타일의 음악을 만들어 보고 싶었다”라고 말했다. 2011년 4월 30일 김완선은 인디 록 밴드 타마 앤 베가본드와 함께 MBC 《음악중심》에서 〈Super Love〉를 부르며 몇 년만의 음악 프로그램 컴백무대를 가졌다. 이 외에 《뮤직뱅크》, 《엠카운트다운》, 《열린음악회》 등의 여러 방송에 출연하며 활발한 활동을 펼쳤고, 여름에는 지산 밸리 록 페스티벌 하이프 스테이지에도 올라 새로운 면모를 보여주었다. 가을에는 오현경과 함께 tvN의 뮤직 토크쇼 《러브송》 공동 MC를 맡아 활동했다. 10월 25일에는 싱글 Be Quiet를 발표했고, 비스트의 용준형이 피처링으로 참여했다. 또한,11월에는 MAMA여가수상 후보에 노미네이트되기도 했다.
2012년 초에는 클래지콰이의 리더인 DJ 클래지의 솔로 앨범과 윤종신의 《월간 윤종신 2012년 3월》 싱글에 피처링으로 참여했고, 5~6월에는 창작 뮤지컬 《뉴 롤리폴리》에 출연했다. 여름에는 11회 하와이 한국 축제, 여수 엑스포 팝 페스티벌, 포항 울림 페스티벌, UMF 코리아 등 여러 음악 페스티벌에 참여했다. 9월 11일에 리메이크곡들로 구성된 EP The Beer를 발매했고, 12월 29일에 서울 잠실 실내 체육관에서 소방차, 박남정, 강수지와 함께 《젊음의 행진 레전드》라는 제목으로 합동 콘서트를 가졌다.
2013년 1월, Mnet이 발표한 《레전드 100 아티스트》에 선정되었고 MBC 일요 심야 음악 프로그램 《아름다운 콘서트》의 새 MC로 발탁되었으나 두 달 뒤 봄 개편으로 프로그램이 폐지되어 아쉬움을 남겼다. 3월부터 5월까지 방송된 MBC 《댄싱 위드 더 스타 시즌 3》에 참가해 1, 6, 7주차 우승, 최종 4위의 성적을 거뒀다. 7월 20일에 20번째 호스트로서 tvN 《SNL 코리아》에 출연하는 등 예능, 쇼 프로그램에 간간이 출연하며 신곡 준비에 들어갔다.
2014년 3월, 국제대학교 K-POP 스타과 초빙교수로 임용되어 '오디션 튜토리얼' 과목을 강의했다. 7월 7일, 탱고와 레트로 힙합이 접목된 미디엄 템포의 ‘Goodbye My Love (feat. Tiger JK & Bizzy)’를 디지털 싱글로 선보였다. 8월부터 2015년 6월 초까지 채널A의 건강 정보 프로그램 《TV 주치의 닥터 지.바.고》의 MC를 맡았다. 5월부터 SBS 예능 프로그램 《불타는 청춘》 고정 패널로서 활약 중이며, 7월 25일에는 안산M밸리락페스티벌에서 코어매거진과 함께 화려한 공연을 펼쳤고, 9월 5일 일산 킨텍스에서 박남정, 이상우, 심신과 《가요톱10 콘서트》라는 타이틀로 합동 콘서트를 열었다. 9월 강남과 동대문에 개장한 더 디자이너스 호텔의 셀러브러티 룸 인테리어 디자인에 참여했으며, 12월 30일 SBS 연예대상에서 버라이어티 부문 여자 신인상을 수상하였다.

### 2016–2020년
가수 데뷔 30주년을 맞아 보다 활발한 음악 활동을 약속하였다. 2월 18일 '강아지'에 이어 5월 1일 'Use Me (feat. Ravi of 빅스)', 7월 20일 'Set Me On Fire (feat. 키비)'를 발표했으며, 추석을 전후해 SBS 《판타스틱 듀오》와 MBC 《듀엣 가요제》에 연이어 출연해 여전한 기량을 보여주었다. 11월 15일 발라드곡 'Mir'와 댄스곡 'Alien'을 수록한 투트랙 싱글 Odisseya를 선보였고, 12월 25일 열린 SBS 연예대상에서 김광규와 베스트 커플상을 수상하였다.
2017년에는 4월 15일 서울 블루스퀘어에서 단독 콘서트를 열었고, 4월 17일 10집 정규앨범 겸 스페셜 리마스터링 베스트앨범 The Origianl을 발매했다. 11월 11일 'Oz On The Moon'을 발표했고, 데뷰 이후 처음으로 캐롤송
'젤리 크리스마스(Jelly Christmas)를 30일에 발표하여 음원 수익금은 전액 유기동물 들을 위해 썼다.
2018년 5월 14일 'Tonight'을 발표했으며, 10월 12일 신곡 '심장이 기억해' 발표와 더불어 11월 17일에는 서울 KBS 아레나홀(3000명)에서 12월 8일~9일에는 KBS부산홀(양일 合4,000명)에서 대형콘서트를 성황리에 마쳤다. 이듬해
2019년 8월 24일 최대히트곡 "삐에로는 우릴보고 웃지"를 리메이크하며 싱글 "삐에로는 우릴보고 웃지2019"를 발표하며 29년 만에 뮤직비디오도 제작하여 조회수 600만을 돌파하는 등 인기몰이를 하고 있다.
10월 30일 열린 제10회 대한민국 대중문화예술상에서 국무총리 표창도 수상하였다.
2020년 4월 22일 신곡(YELLOW, High Heels)과 10년간 발표된 싱글들 중 self selection 형식으로 구성된 새 미니 앨범 '2020 김완선'을 발표했다.

### 2021–2025년 현재
2021년 6월 4일 세계적으로 유명한 일렉뮤지션 DIDI HAN의 신곡"What You Love"에 보컬피처링을 하였으며,
2022년 1월 6일 "Feeling"을 발표하여 가요차트 상위권에 드는 등 좋은 반응을 얻었다. 또한, 2022년 7월 1일부터 3일까지 울산국제아트페어에서
자신의 작품들을 전시하는 김완선특별전 "Here I Am"을 열며 가수이자 작가인 다재다능한 아티스트로서 김완선의 면모를 과시하며 극찬을 받았다. 또한, 이탈리아에서 열린 영화제에서도 여우주연상을 수상하는 쾌거를 이뤘으며, 10월 25일 발라드풍의 자작곡 "사과꽃"을 발표했다.
2023년 대한민국 최고의 댄스디바 엄정화, 이효리, 보아, 화사와 함께 "댄스가수유랑단"으로 활동하며 10주 연속 화제성 톱10에 오르는 등 인기몰이를 하며 8월 10일 "Last Kiss"를 발표하며 인기를 끌었다.
댄스가수유랑단의 인기에 힘입어, 11월 18일 토요일 서울 장충체육관(4000명)에서 단독콘서트를 성황리에 마쳤으며, 게스트로 김혜수, 이효리, 화사가 출연해 화려한 게스트로도 화제가 되었다.
또한, 2023년 연말 가장 큰 행사 중 하나인 KBS가요대축제에 박진영과 화려한 퍼포먼스를 펼쳤다.
2025년 1월 15일 박진영 작사/곡 프로듀싱.게다가 레드벨벳의 슬기가 피쳐링으로 참여한 "Lucky"로 화려한 컴백을 했으며.멜론 음원차트 데일리 핫100에 차트인하고 MBC음악중심 TOP30에도 진입하며 인기를 끌었다.이러한 인기에 힘입어 현대약품 미에로 화이바 광고모델로 활동하고 있으며,6월 10일 4번째 미니앨범이자 신곡"HI ROSA"를 발표하며 왕성한
활동을 펼칠 예정이며,CD로도 발매한다고 한다.

## 음반 목록
| - 1986년: 1집《오늘밤》 - 1987년: 2집《나홀로 뜰앞에서》 - 1988년: 3집《나홀로 춤을 추긴 너무 외로워》 - 1989년: 4집《기분 좋은 날》 - 1990년: 5집《삐에로는 우릴 보고 웃지》 - 1992년: 6집《애수》 - 1994년: 《THe FirSt ToUCh》 (대만) - 1995년: 《지두메이리(極度魅力)》 (대만) - 1996년: 《미미후후(迷迷糊糊)》 (대만) - 1996년: 7집《Innocence》 - 2002년: 8집《S & Remake》 - 2005년: 9집《rEturN》 - 2017년: 10집《The Original》 - 1997년: 《Taiwan Special Edition BEST》 (중국) - 2002년: 《S & Remake》 - 2017년: 《The Original-Remastered》 - 2023년: 《8 FAVORITE SONGS》 - 1990년: 《람바다(ランバダ)》 (일본) - 2011년: Super Love 1st EP - 2011년: Be Quiet - 2012년: The Beer 2nd EP - 2014년: Goodbye My Love (feat. Tiger JK & Bizzy) - 2016년: 강아지 - 2016년: Use Me (feat. Ravi of 빅스) - 2016년: Set Me On Fire (feat. 키비) - 2016년: Odisseya - 2017년: Oz On The Moon - 2017년: '젤리 크리스마스(Jelly Christmas) - 2018년: Tonight - 2018년: 심장이 기억해 - 2019년: 삐에로는 우릴보고 웃지2019 - 2020년: Yellow 3rd EP - 2022년: Feeling - 2022년: 사과꽃 - 2023년: Open Your Eyes - 2023년: Last Kiss - 2025년: Lucky(feat."슬기 of 레드벨벳") - 2025년: Hi ROSA 4th EP | - 1987년 :《영화 '돌쇠바람' O.S.T.》중 〈태양을 향해 달리자〉,〈돌쇠바람〉 - 1992년 :《MBC 창작동요 대상곡 모음집》 중 〈이슬〉 - 1992년 :《MBC 효孝가요제 모음집》 중 〈비할 수 없는 사랑〉 - 1993년 : 알란탐《My Love》 중 〈헤어질 수 없는 우리〉, 〈My Love〉 - 1998년 : 罗中旭 《爲你自豪》 중 〈突然心跳〉 - 2000년 : Various Artists (대팔회) 《Harmonized》 중 〈No More Tragedy〉(합창), 〈Hold Me Tight〉, 〈Stop〉 - 2002년 : 《MBC 드라마 ‘여우와 솜사탕’ O.S.T.》 중 〈Only Love〉 - 2002년 : 《KBS 드라마 ‘겨울연가’ O.S.T.》 중 〈보낼 수 없는 사랑〉 - 2002년 : 싸이 《3마이》 중 〈안돼요〉 - 2003년 : 디기리 《리듬의 마법사》 중 〈토요일 오후〉 - 2012년 : 클래지 《Infant》 중 〈Can Only Feel〉 - 2012년 : 윤종신 《2012 月刊 尹鍾信 March》, 《행보 2012 윤종신》 중 〈널 사랑해 오늘따라〉 - 2015년 : 어게인1988 《첫 눈이 온다구요》(합창) - 2017년 : 김창훈과 블랙스톤즈 《나홀로 뜰앞에서》 - 2019년 : 내시경밴드《하와이 댄스》(메인보컬) - 2019년 : Say Yes사랑하지만_아프지않게《그리워해도》불우이웃돕기 앨범 - 2019년 : 이야기해주세요,3번째 이야기[위안부 여성들을 위한 노래] 《Here I Am》 vol.3 - 2021년 : 디디한 DIDI HAN <What You Love〉 - 2022년 : TBS 그대에게 시즌2 Episode.1 : LIVE 김완선 <삐에로는 우릴 보고 웃지〉<가장무도회〉 - 2023년 : KBS 더 시즌즈-최정훈의 밤의 공원: LIVE 김완선 <이젠 잊기로해요 2023RE-WAKE〉 - 2023년 : 댄스가수유랑단 <Rainbow〉 |

## 단독 콘서트
- 1989년 Live Concert - 서울랜드 삼천리대극장 8월 19일,8월 27일
- 1990년 Live Concert 'I Love Kim Wan Sun' - 88올림픽체육관
- 2017년 Live Concert - 블루스퀘어 삼성카드홀
- 2017년 Live Concert - '송년 김완선음악회' 부평아트센터 (네 번째 콘서트)
- 2018년 Live Concert -  KBS아레나홀 서울 (다섯 번째 콘서트)
- 2018년 Live Concert -  KBS부산홀 (여섯 번째 콘서트)
- 2023년 Live Concert 'MUSIC IN SEOUL' - 장충체육관

## 출연 작품 / 프로그램

### 뮤지컬
- 2012년 ― 《뉴 롤리폴리》
- 2023년 ― 《Again 여고동창생》

### 영화
- 1991년 ― 《독재소공화국》- 특별출연
- 2012년 ― 《강철대오-구국의 철가방》- 특별출연
- 2015년 ― 《서울 캠프 1986》- 특별출연
- 2016년 ― 《킬링 디바(Killing Diva)》- 주연
- 2018년 ― 《흥부》- 조연

### 드라마/시트콤
- 1987년 ― MBC 특집극 《국물 있사옵니다》- 주연
- 1987년 ― KBS 드라마 《TV손자병법》- 특별출연
- 1991년 ― MBC 드라마 《행복어 사전》- 특별출연
- 1997년 ― MBC 시트콤 《남자셋 여자셋》- 특별출연
- 1998년 ― MBC 시트콤 《여자 대 여자》- 주연
- 1999년 ― MBC 시트콤 《남자셋 여자셋》- 특별출연
- 2005년 ― MBC 드라마 《안녕,프란체스카 시즌3》- 특별출연
- 2006년 ― MBC 드라마 《소울 메이트 시즌 2》- 특별출연
- 2011년 ― MBN 시트콤 《갈수록 기세등등》- 특별출연
- 2012년 ― MBN 시트콤 《뱀파이어 아이돌》- 특별출연
- 2012년 ― E채널 시트콤 《단단한 가족》- 주연
- 2015년 ― MBC 드라마 《내 딸, 금사월》- 특별출연
- 2023년 ― NETFLIX 드라마 《마스크걸》- 목소리(노래)출연

### 오락/예능/교양 고정출연
- 1986년 - KBS《연예가중계》1월 5일 인터뷰와 오늘밤 부산거리에서 MV촬영
- 1986년 - KBS《100분쇼》3월 29일 가요계의 샛별  Debut Stage.오늘밤(라이브)
- 1986년 - MBC 《토요일! 토요일은 즐거워》 Special Stage.
- 1986년 - KBS <쇼86> 6월의 신인 Special Stage.오늘밤
- 1986년 여름 - KBS 《젊음의 행진》백두산 연주에 맞춰 오늘밤 Live Stage
- 1986년 - KBS 캐럴 베스트10 Special Stage.
- 1986년 - KBS 《연예가중계》 연예가 내가 최고
- 1987년 - PAX MUSICA(팩스뮤지카) Openning Stage.
- 1987년 - MBC 연기대상 Special Stage.
- 1988년 - 제24회 백상예술대상 Special Stage.
- 1988년 - 미스코리아 선발대회 Special Stage.
- 1989년 - MBC 연기대상 Special Stage.
- 1990년 - MBC 광복 45주년 특별기획 《사할린 동포를 찾아서 - 가고파 보고파 돌아가고파》 Special Stage.
- 1990년 - 미스코리아 선발대회 Special Stage.
- 1991년 - MBC 《청춘 행진곡》 중 《스타 데이트》 MC
- 1991년 - 제29회 대종상 영화제 Special Stage.
- 1991년 - 미스코리아 선발대회 Special Stage.
- 1991년 - MBC 방송연예대상 Special Stage.
- 1991년 - SBS 제1회 광고대상 Special Stage.
- 1992년 - SBS 《꾸러기 대행진》- 꾸러기 카메라 - 화장품 가게 몰래카메라
- 1992년 - MBC 《특종 TV 연예》 패널
- 1992년 - 미스코리아 선발대회 Special Stage.
- 1992년 9월 4일 - 제37회 아시아.태평양 영화제 제2부 Special Stage.
- 1994~1996년 - 台视TTV 《용형호제(龙兄虎弟)》 패널
- 1996년 - 台视TTV 《왕패위룡(王牌威龍)》 MC
- 1996년 - KBS 연기대상 Special Stage.
- 1997년 - KBS 《슈퍼 선데이》 중 《우리들의 이야기》
- 1998년 - MBC 《테마게임》 중 《그녀와 함께 마지막 축제를》
- 2005년 - Mnet 《배틀 신화》 심사위원
- 2011년 - JTBC2 《3부작 다큐멘터리 '김완선의 별'》
- 2011년 - KBS2 《불후의 명곡 '전설 김완선'》
- 2011년 - tvN 《러브송》 MC
- 2012년-  MBC《라디오스타》
- 2012년 - SBS 《가요대전》 Special Stage.
- 2013년 - Mnet 《엠넷 레전드100》 아이콘,퍼포먼스 TOP20,전체 TOP10 선정.
- 2013년 - MBC 《아름다운 콘서트》 MC
- 2013년 - MBC 《댄싱 위드 더 스타 시즌 3》
- 2014년 - tvN 《근대가요사 방자전》 MC
- 2014년~2015년 - 채널A 《TV 주치의 닥터 지.바.고》 MC
- 2016년-  MBC《라디오스타》
- 2016년 - MBC 《미스터리 음악쇼 복면가왕》
- 2017년 - SBS 《연예대상》 Special Stage (with 선미)
- 2018년-  MBC《라디오스타》
- 2019년 - MBC 《 다시 쓰는 차트쇼,지금 1위는?》 Special Stage
- 2019년 - SBS 《연예대상》 Special Stage (with 내시경밴드)
- 2020년 - KBS2 《불후의 명곡 '대한민국 최고의 섹시디바 김완선 '》
- 2020년 - JTBC 《히든싱어 시즌6 '최고 디바 한국의 마돈나 김완선 '》
- 2021년 - TBS 《힐링스테이지 그대에게 '다시 만난 영원한 우리의 첫사랑 김완선 '》
- 2022년-  MBC《라디오스타》
- 2023년 - TVN 《댄스가수유랑단 'with 엄정화,이효리,보아,화사》
- 2023년 - SBS 《신발벗고 돌싱포맨》
- 2023년 - 제44회 청룡영화상 Special Stage.
- 2023년- MBC《라디오스타》
- 2023년 - KBS 《가요대축제》 Special Stage.
- 2024년 - SBS 《신발벗고 돌싱포맨》
- 2024년 - SBS 《바디멘터리》 MC

### 광고
- 1983년 ― 의류 뱅뱅
- 1987년 ― 해태음료 써니텐
- 1987년 ― 해태음료 봉봉
- 1987년 ― 해태음료 보리텐
- 1987~1989년 ― BYC 아미에
- 1989년 ― 대우 자동차'르망'
- 1990년 ― 해태제과 부라보콘
- 1991~1992년 ― 일양약품 '나폴레온 화이바
- 1991~1992년 ― 의류 '쏘시에'
- 1991년 ― 의류 다사인'쎈서스'
- 1994~1995년 ― 의류 'GV2',광천음료'Crystal 染青水 '(대만)
- 1995년 ― 제과 '비스켓'(대만)
- 2005년 ― 음료'm2m'(중국대만)
- 2012년 ― 음료 레몬다이어트 7days
- 2013년 ― 오리온 예감
- 2013년 ― 게임 MMO 구미호
- 2016~2017년 ― 금호타이어
- 2018년-현재 ― 김완선 S BLACK다이어트
- 2019년 ― CH6 스칼프싹세럼
- 2019년 ― 에버랜드
- 2020년 ― 의류 'MLB KOREA'
- 2020년 ― 대한민국 '21대 국회의원 선거'홍보 모델
- 2020년 ― 화장품 '뷰티영 퍼레스 갈바닉 크림'
- 2021년 ― 리몽도르 디퓨져
- 2022~2023년 ― MATAVOZA 디퓨져
- 2022년 ― 여기어때 블랙 기프트 프로젝트
- 2025년~ ― 현대약품 '미에로 화이바

### 뮤직비디오 특별출연
- 1993년 - 알란탐 〈Till We Said Goodbye〉
- 1994년 - 알란탐 〈青春夢〉
- 2008년 - 바나나걸 〈미쳐미쳐미쳐〉
- 2011년 - 로맨틱 카우치 〈Like a Virgin〉
- 2012년 - 뮤지 〈첫눈에 반했어〉
- 2013년 - 티아라 N4 〈전원일기 (Drama Ver.)〉
- 2014년 - 아이유〈삐에로는 우릴 보고 웃지 (리메이크 앨범 '꽃갈피' 티저)〉
- 2018년 - 조범진 〈인생길〉
- 2019년 - 윤종신 〈늦바람〉
- 2023년 - 박진영 〈Changed Man〉

## 주요 수상 목록
| 연도   | 수상 목록 |
| ------ | --- |
| 1986년 | - KBS 가요대상 신인 여자가수상 - 제1회 골든 디스크 시상식 신인 여자가수상                                     |
| 1987년 | - 월간 하이틴 우리들의 스타상 신인상 - KBS 가요대상 가수상 - 제2회 골든 디스크 시상식 본상                    |
| 1988년 | - KBS 가요대상 가수상                                                                                         |
| 1990년 | - KBS 가요대상 가수상 - 제5회 골든 디스크 시상식 본상                                                         |
| 1991년 | - 제6회 골든 디스크 시상식 본상 - KBS 가요대상 가수상 - MBC 10대 가수 가요제 가수상 - SBS 서울가요대상 가수상 |
| 1992년 | - 제7회 골든 디스크 시상식 본상                                                                               |
| 1995년 | - ABU국제가요제 최우수 인기가수상                                                                             |
| 2015년 | - SBS 연예대상 버라이어티 부문 여자 신인상                                                                    |
| 2016년 | - SBS SAF 베스트커플상                                                                                        |
| 2019년 | - 제10회 대한민국 대중문화예술상 국무총리표창                                                                 |
| 2019년 | - 제11회 서울 석세스 대상 가수대상                                                                            |
| 2022년 | - 이탈리아 영화제 여우주연상 《킬링 디바(Killing Diva)》                                                      |

| 연도            | TV 가요 순위 프로그램 1위 (총 9회) |
| --------------- | --- |
| 1991년 (총 8회) | - 나만의 것 (총 4회) - 1월 25일 MBC 《여러분의 인기가요》 1위 - 2월 17일 KBS 《가요톱텐》 1위 - 2월 24일 KBS 《가요톱텐》 1위 - 3월 10일 KBS 《가요톱텐》 1위 (통산 3주 17주 연속2위) - 삐에로는 우릴 보고 웃지 (총 4회) - 7월 5일 MBC 《여러분의 인기가요》 1위 - 7월 12일 MBC 《여러분의 인기가요》 1위 - 7월 24일 KBS 《가요톱텐》 1위 - 7월 26일 MBC 《여러분의 인기가요》 1위 (통산 3주) |
| 1992년 (총 1회) | - 가장무도회 (총 1회) - 1월 22일 KBS 《가요톱텐》 1위 - 애수 - 6월 30일 SBS 《SBS 인기가요》 1위 후보 - 7월 7일 SBS 《SBS 인기가요》 1위 후보 |

## 같이 보기
- 댄스가수유랑단
- 엄정화
- 이효리
- 보아
- 화사
- 마돈나
- 이지연
- 김혜수
- 박진영
- 슬기

## 참고 문헌
- 2023년

1. 수익금 미정산 논란《뉴스크라이브》. 2023-02-17 확인.